# Mautino Peak
Der Mautino Peak ist ein Berg im ostantarktischen Viktorialand. In der Saint Johns Range ragt er an der Westflanke des Packard-Gletschers auf.
Das Advisory Committee on Antarctic Names benannte ihn 1976 nach Commander Robert L. Mautino, Leiter der Abordnung der Unterstützungseinheiten der United States Navy auf der McMurdo-Station im Jahr 1972.